# Гвен Ффрангкон-Девіс
Дама Гвен Люсі Ффрангкон-Девіс, (англ. Gwen Ffrangcon-Davies, DBE, 25 січня 1891 — 27 січня 1992) — британська актриса та сторічна жінка.

## Раннє життя
Вона народилася в Лондоні в валлійській родині; Кажуть, що назва «Ffrangcon» походить від долини в Сноудонії. Її батьками були оперний баритон Девід Ффрангкон-Девіс (у юності Девід Томас Девіс) та Енні Френсіс Рейнер.

## Кар'єра
Ффрангкон-Девіс дебютувала на сцені в 1911 році як співачка, а також як актриса, і отримала підтримку в своїй кар'єрі від Еллен Террі. У 1924 році вона зіграла Джульєтту разом із Джоном Ґілгудом у ролі Ромео, і Ґілгуд усе життя був вдячний їй за доброту, яку вона виявила до нього, вибравши її на роль королеви Анни у «Річарді Бордоському» у 1934 році. У 1925 році Ффрангкон-Девіс зіграла Тесс у сценічній версії «Тесс з д'Ербервілів», включаючи спеціальну презентацію для її автора Томаса Гарді.
У 1938 році Ффрангкон-Девіс знялася з Айвором Новелло в постановці «Генріха V на Друрі Лейн». Пізніше того ж року вона з'явилася як місіс Меннінгем у першій постановці «Газового світла» Патріка Гамільтона. У 1942 році Ффрангкон-Девіс майже цілий рік грала леді Макбет разом із «Макбетом» Джона Гілгуда. У 1958 році вона отримала нагороду Evening Standard Award за виконання ролі Мері Тайрон у фільмі «Подорож довгого дня в ніч».
Ффрангкон-Девіс пішла зі сцени в 1970 році, але продовжувала виступати на радіо і телебаченні; в одному з таких виступів, який транслювався на Різдво 1990 року, за місяць до її 99-річчя, вона виступила в радіошоу BBC «З великим задоволенням», у якому зірки вибирали улюблені тексти, сказані іншими та ними самими. Вона обрала «Царство Боже» Френсіса Томпсона, яке читав Алек МакКоуен; уривок із «Венеціанського купця», який читає сама, Анна Мессі й Алек МакКоуен; «These I Have Loved», Руперт Брук, читає Анна Мессі; і частина "Семи стовпів мудрості " Т. Е. Лоуренса, якого вона колись зустріла, прочитана Алеком МакКоуеном; він був включений до збірної касети 1992 року With Great Pleasure. У 1980-х роках, коли їй було вже за дев'яносто, вона з'явилася в чат-шоу Wogan, де слово в слово декламувала знамениту сцену смерті Джульєтти.
Свою останню акторську роль вона зняла в телесеріалі про таємницю Шерлока Холмса «Майстер-шантажист» у віці 100 років. Серед її фільмів «Відьми» (1966) і «Диявол виїжджає» (1968), обидва для Hammer Films.

## Особисте життя
У 1991 році вона була призначена дамою-командором ордена Британської імперії у віці 100 років і була найстаршою в історії, призначеною на цю честь, поки її колега-акторка Олівія де Гевіленд не отримала звання в 2017 році. Ффрангкон-Девіс померла в 1992 році, через два дні після свого 101-го дня народження.
Лесбійка, багато років її партнеркою була південноафриканська актриса Марда Ванне. Вона жила в селі Стемборн, Ессекс.
Вона двічі з'явилася на Desert Island Discs: одна трансляція відбулася 8 жовтня 1962 року, інша — 19 червня 1988 року.

## Фільмографія
| рік      | Назва                      | Роль              | Примітки     |
| -------- | -------------------------- | ----------------- | ------------ |
| 1936 рік | Тюдор Роза                 | Марія Тюдор       |              |
| 1940 рік | Медовий місяць автобусника | жінка             | Не зазначена |
| 1956 рік | Пауль Крюгер               | Королева Вікторія |              |
| 1966 рік | Відьми                     | Бабуся Ріг        |              |
| 1968 рік | Диявол виїжджає            | графиня           |              |
| 1970 рік | Лев Останній               | Гільда            |              |